# Dieropsis quadriplagiata
Dieropsis quadriplagiata là một loài bọ cánh cứng trong họ Cleridae. Loài này được miêu tả khoa học đầu tiên năm 1908 bởi Gahan.